# Ереван Карта
«Ереван Карта» (арм. «Երևան քարտ») — туристический абонемент, введённый в Ереване в 2017 году и позволяющий бесплатно посещать городские музеи (в программе участвуют более 40 музеев, среди которых Национальная картинная галерея Армении, Национальный исторический музей Армении, Матенадаран, Музей современного искусства), и аттракционы, а также участвовать в экскурсиях по городу, бесплатно пользоваться общественным транспортом (метрополитен, такси) и получать скидки в партнёрских организациях программы. Организация «Ереван Карта» сотрудничает с мэрией Еревана, Министерством культуры Республики Армения и другими структурами с целью развития городского туризма с использованием информационных технологий. 
Официальный запуск программы состоялся 30 июня в Национальной галерее Армении. Арев Самуэлян, в 2009—2018 годах заместитель министра культуры Армении, отметила:

От старта программы до реализации прошло около двух лет. Были проведены исследования, учтены предложения и требования международного рынка. Программа реализуется в регионе впервые, но она очень успешна в ряде европейских стран. Думаю, это будет способствовать признанию нашей культуры.
Оригинальный текст (арм.)Ծրագրի մեկնարկից մինչ իրականացում շուրջ երկու տարի է պահանջվել. կատարվել են ուսումնասիրություններ, հաշվի են առնվել միջազգային շուկայի  առաջարկներն ու պահանջները: Ծրագիրը տարածաշրջանում առաջին անգամ է իրականացվում, բայց այն մեծ հաջողությամբ գործում է եվրոպական մի շարք երկրներում: Կարծում եմ, որ այն կնպաստի մեր մշակույթի ճանաչելի դառնալուն.

Девиз «Ереван Карты» — «Открывайте для себя город наиболее эффективным способом» (арм. Բացահայտիր քաղաքն ամենաարդյունավետ ձևով, англ. Explore the city in the most efficient way).
Пакет программы содержит «Ереван Карту», путеводитель и план Еревана, мобильную сим-карту, купон на трансфер из аэропорта Звартноц в любую точку Еревана, купон на экскурсию по Армении и бейдж.
Карта начинает действовать с момента, когда на ней указываются имя и фамилия владельца и дата активации и она считывается терминалом.

## Типы карт
В настоящее время разработано четыре типа карт, различающихся сроком действия:
| Тип карты                   | Изображение |
| --------------------------- | ----------- |
| 24 часа                     |             |
| 48 часов                    |             |
| 72 часа                     |             |
| 1 год («безлимитная карта») |             |